# Moreno Argentin
Moreno Argentin (født 17. december 1960 i San Donà di Piave) er en tidligere landevejscykelrytter fra Italien. 
Argentin, med kælenavnet Il Capo ("Chefen"), har mange store sejre, blandt dem etapesejre i Tour de France, Giro d'Italia og Tour de Suisse. Han har vundet Liège-Bastogne-Liège fire gange, La Flèche Wallonne tre gange og Flandern Rundt og Giro di Lombardia en gang. Han var den første til at vinde Post Danmark Rundt i 1985.
Han har både guld, sølv og bronze fra VM i landevejsløb.